# 아니타 비에르크
아니타 비에르크(Anita Björk, 1923년 4월 25일 ~ 2012년 10월 24일)는 스웨덴의 배우이다.

## 출연 작품
- 사적인 고백 (1996)
- 아달렌 31 (1969)
- 러빙 커플 (1964)
- 나이트 피플 (1954)
- 여자들의 꿈 (1952)
- 영양 제리 (1951)